# 지아이이노베이션
지아이이노베이션(영어: GI Innovation Inc.)은 대한민국의 이중융합 단백질기술 'GI-SMART TM'을 기반으로 면역치료제 연구개발 기업이다.  
본사는 서울 송파구 송파대로 167 테라타워 A동 1116호에 위치해 있으며 대표이사는 이병건이다. 기술이전 선급금 및 마일스톤 수령으로 매출을 발생시킨다.

## 사업
GI-101은 2019년 중국 10대 혁신제약기업 심시어(Simcere)에 9000억원 규모로, GI-301은 2020년 유한양행에 1조4000억원 규모로 각각 기술이전을 하였다

## 역사
2017년 설립되었고 2023년 3월 30일에 기술특례로 공모가 1만 3,000원에 대표주관회사를 NH투자증권, 하나증권, 공동주관사는 삼성증권으로 코스닥 시장에 상장하였다.  
2024년 전환사채(CB)로 100억원, 3자배정 유상증자(RCPS)로 100억원을 조달해 도합 200억원을 확보한 후 2025년 상장공모금 260억원의 3배에 달하는 주주배정 유상증자 800억원(주당 가격 6,870원)을 실시할 예정이다.

## 관계회사
- 지아이바이옴(지분율 15.2%): 마이크로바이옴 기반의 CRO(임상시험수탁기관) 및

건강기능식품 판매 전문 기업
- 지아이셀(지분율 19.0%): 면역세포치료제 개발 전문 기업
- 메디오젠(지분율 18.3%): 프로바이오틱스 기반 건강기능식품 원료 및 OEM/ODM 전문기업

## 같이 보기
- 에이비엘바이오
- 레고켐바이오사이언스
- 알테오젠

## 참고문헌
1. ↑  유안타증권-지아이이노베이션 Company Report 2024-08-26
2. ↑  “지아이이노베이션 조기 상업화 추진 GI101A·넥스트 키트루다 GI108 높은 자신감”. 《메디게이트뉴스》. 2023년 7월 17일. 2025년 3월 24일에 확인함.
3. ↑  “김성민, 지아이이노베이션, 상장첫날 강세..시총 4800억수준”. 《바이오스펙테이터》. 2023년 3월 30일. 2025년 3월 24일에 확인함.
4. ↑  “남대열, 지아이이노베이션, 日 제약과 3천억 L/O…"상장 약속 지켜"”. 《히트뉴스》. 2023년 10월 18일. 2025년 3월 24일에 확인함.
5. ↑  한국IR협의회 기업리서치센터 기술분석보고서-지아이이노베이션 2024-08-14
6. ↑  암 치료 패러다임의 체인저 장명호 지아이이노베이션 대표 포브스 202104호 2021-03-23
7. ↑  “김성민, 지아이이노베이션, 공모가 1.3만원..“공모가밴드 하회””. 《바이오스펙테이터》. 2023년 3월 20일. 2025년 3월 24일에 확인함.
8. ↑  “지아이이노베이션 4개월만 유상증자, 상장공모금 3배 규모”. 《이데일리》. 2024년 12월 24일. 2025년 3월 24일에 확인함.